# Baewci (obwód Wielkie Tyrnowo)
Baewci (bułg. Баевци) – wieś w Bułgarii, w obwodzie Wielkie Tyrnowo, w gminie Elena. W 2024 roku liczyła 17 mieszkańców.